# Bactrocera macrovittata
Bactrocera macrovittata
 es una especie de díptero que Drew describió por primera vez en 1989. Bactrocera macrovittata pertenece al género Bactrocera de la familia Tephritidae. 